# Adimeh
Adimeh hoặc Al-'Adimah (tiếng Ả Rập: العديمة) là một ngôi làng Syria nằm ở huyện Baniyas, Tartus. Theo Cục Thống kê Trung ương Syria (CBS), Adimeh có dân số 1.408 trong cuộc điều tra dân số năm 2004. Gần Adimeh, có một lâu đài Crusader gọi Tour du garçon (Burj al-Sabi) tại 35°9′13″B 35°55′39″Đ / 35,15361°B 35,9275°Đ.